# 弗倫德希普 (緬因州)
弗倫德希普（英語：Friendship）是一個位於美國緬因州諾克斯縣的市鎮。

## 人口
根據2020年美國人口普查的數據，弗倫德希普的面積為81.25平方千米，當中陸地面積為36.52平方千米，而水域面積為44.73平方千米。當地共有人口1142人，而人口密度為每平方千米14人。